# Białogórski Monaster św. Mikołaja
Białogórski Monaster św. Mikołaja – męski klasztor prawosławny na Białej Górze w paśmie Uralu, na terenie eparchii permskiej Rosyjskiego Kościoła Prawosławnego. Działał w latach 1893–1923 jako placówka misyjna ukierunkowana głównie na pracę wśród staroobrzędowców. Zamknięty przez władze bolszewickie, został reaktywowany w 1990. Nazywany „Uralskim Atosem” z uwagi na surowość reguły wewnętrznej opartej na tradycji Athosu.

## Powstanie
Monaster został założony z inicjatywy ks. Stefana Łukanina, który prowadził na Uralu misję nawracania staroobrzędowców na prawosławie. Według własnych wspomnień, po tym, gdy zdobył on 9 czerwca 1890 szczyt Białej Góry, od razu wydał mu się on idealnym miejscem na monaster, którego mieszkańcy mieliby kontynuować jego działalność. Misjonarz ustawił na górze drewniany krzyż. Rok później, 29 kwietnia 1891 na miejscu tym został wzniesiony nowy krzyż, który miał upamiętniać nieudany zamach na carewicza Mikołaja w czasie jego wizyty w Japonii. Również biskup permski i solikamski Włodzimierz, w którego eparchii znajdowała się Biała Góra, podarował ikonę św. Mikołaja do umieszczenia w tym miejscu. 16 czerwca 1893 na górze poświęcono kamień węgielny pod budowę cerkwi-pomnika upamiętniającego nieudany zamach na carewicza. Dzwony dla świątyni wykonano w Moskwie. Zaplanowano również organizację monasteru przy cerkwi, dla którego przeznaczono dwie ikony – św. Mikołaja, napisaną w Moskwie, oraz ikonę Matki Bożej „Życiodajne Źródło”, ufundowaną przez mieszkańców Permu. W listopadzie zawiązał się komitet budowy monasteru, którego tymczasowym zwierzchnikiem został ks. Łukanin. W lutym roku następnego zakończone zostały prace nad pierwszą świątynią w klasztorze – drewnianą cerkwią św. Mikołaja, poświęconą 22 lutego tego roku. Uroczystościom towarzyszyło poświęcenie pięciu tysięcy chlebów, co nawiązywało do biblijnego pomnożenia pokarmów i zapowiadało rozmach przyszłej działalności misyjnej mnichów. 22 lutego nastąpiły również święcenia kapłańskie mnicha Warłaama (Konopliowa) – byłego staroobrzędowca, który przyjął prawosławie z rąk ks. Łukanina i został zakonnikiem. W momencie uzyskania przez niego godności hieromnicha przejął on obowiązki tymczasowego przełożonego wspólnoty.

## Rozbudowa
12 czerwca 1894 został położony kamień węgielny pod kolejną monasterską cerkiew – Iwerskiej Ikony Matki Bożej, poświęconą 29 czerwca tego samego roku. Podjęto również prace nad powiększeniem cerkwi św. Mikołaja oraz nad wykonaniem budynków mieszkalnych dla zakonników. Dodatkowo wzniesiono przy klasztorze szkołę dla sierot oraz warsztaty stolarski i ślusarski. Po zakończeniu prac, 1 października 1896 ks. Łukanin otrzymał tytuł protoprezbitera za wysiłek włożony w powstanie wspólnoty, zaś 20 stycznia 1897 Białą Górę odwiedził wielki książę Mikołaj II z narzeczoną, Alicją Heską. W tym samym dniu wspólnota została oficjalnie ogłoszona jednym z monasterów wspieranych finansowo przez państwo i otrzymała szereg podarunków od biskupów rosyjskich oraz od ks. Iwana Siergijewa, późniejszego świętego prawosławnego. Jej zwierzchnikiem pozostał mnich Warłaam. 
Rozbudowa monasteru trwała. 16 listopada 1897 pożar strawił drewnianą cerkiew św. Mikołaja, której już nie odbudowywano. Powstał natomiast dwupiętrowy budynek mieszkalny dla starszych zakonników i drugi krzyż pamiątkowy z postacią Chrystusa Ukrzyżowanego. Monaster nawiązał kontakty z Górą Athos. Natomiast 24 czerwca 1902 miało miejsce poświęcenie kamienia węgielnego pod budowę nowego głównego soboru klasztornego pod wezwaniem Podwyższenia Krzyża Świętego. W czasie uroczystości mnich Warłaam otrzymał godność ihumena. 19 czerwca 1903 został otwarty podległy klasztorowi skit św. Serafina i św. Aleksego. W 1909 oficjalne publikacje monasteru podawały, że zamieszkiwało w nim 431 mnichów.

## Działalność w latach 1910–1917

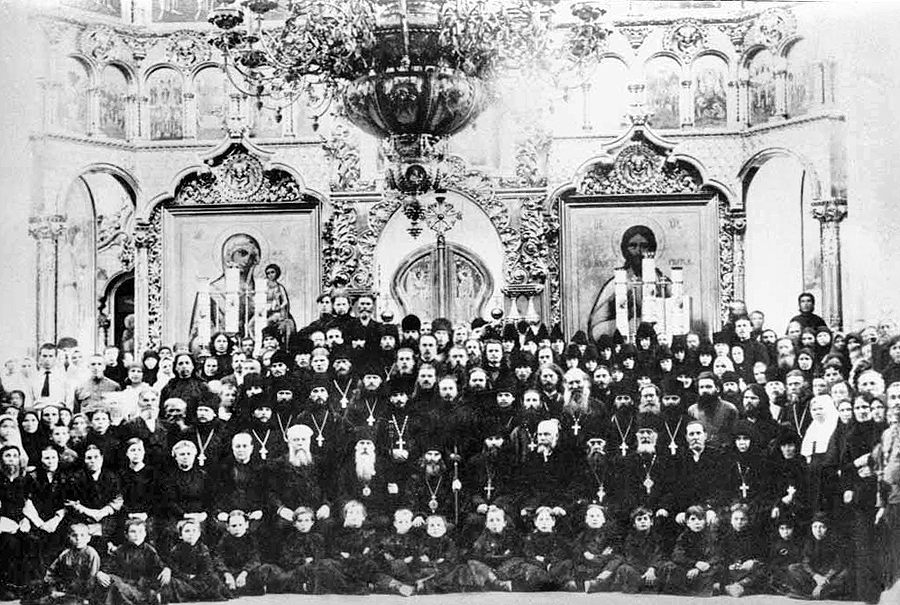
Mnisi monasteru i wierni z arcybiskupem permskim Andronikiem (w środku z żezłem w dłoni) i biskupem solikamskim Teofanem (na lewo od niego), 1917 lub 1918

8 maja 1910 ihumen monasteru Warłaam otrzymał godność archimandryty. Monaster pozostawał pod opieką rodziny carskiej, zaś jego przełożony gościł w grudniu 1910 w pałacu carskim w Carskim Siole. Od 1912 klasztor rozpoczął wydawanie prasy patriotycznej. Mimo tego prace nad wzniesieniem soboru Podwyższenia Krzyża Świętego przedłużały się. Jego uroczyste poświęcenie miało miejsce już po upadku caratu, w dniach 7–9 czerwca 1917, w obecności 30 tys. osób. Głównym architektem soboru był E. Artemow, zaś gotowa świątynia była przeznaczona dla ośmiu tysięcy osób. Cerkiew wzniesiono z cegieł wykonywanych przez mnichów w działającej przy klasztorze fabryce. Budynek posiadał ogrzewanie parowe. 
Uposażenia carskie przyznane monasterowi przed 1917 były znaczne. Oprócz wymienionych wcześniej fabryki i warsztatów klasztor posiadał 580 dziesięcin ziemi, własne zbiorniki wodne, w których mnisi hodowali ryby, pasiekę i ogród. W czasie I wojny światowej zakonnicy wspierali okoliczną ludność płodami rolnymi, zaś na armię rosyjską przekazali 500 rubli.

## Likwidacja
W czerwcu 1918 metropolita permski Andronik został zamordowany przez miejscowych czekistów. Ostatniego dnia tego miesiąca bolszewicy aresztowali, a następnie zabili również archimandrytę białogórskiego Warłaama i towarzyszącego mu hieromnicha Wiaczesława. Funkcję przełożonego przejął hieromnich Sergiusz, który zginął w podobnych okolicznościach 10 października tego samego roku. Łącznie między sierpniem 1918 a styczniem 1919 z inicjatywy Czeki zostało rozstrzelanych 34 mnichów monasteru oraz 9 zakonników skitu. 
W styczniu 1919 Biała Góra znalazła się na terytorium opanowanym przez Białych. Locum tenens eparchii permskiej, biskup Borys, wyznaczył mnicha Józefa na nowego przełożonego, zaś 19 maja tego samego roku ponownie poświęcił uszkodzony sobór klasztorny. W tym czasie na terenie monasteru pozostało 132 mnichów, w tym 35 z porzuconego skitu. Ostateczny koniec życia monastycznego na Białej Górze nastąpił po ponownym wejściu Armii Czerwonej do Permu w czerwcu 1919. Wówczas zakonnicy opuścili klasztor, który w marcu 1923 został oficjalnie zlikwidowany. Część drewnianych zabudowań została rozebrana. W 1930 pozostałe budynki stały się siedzibą łagru, zaś po roku zaadaptowane na dom inwalidów wojennych. Po 1945 dawny monaster mieścił dom weteranów II wojny światowej, zaś w soborze znajdował się klub.

## Reaktywacja życia klasztornego

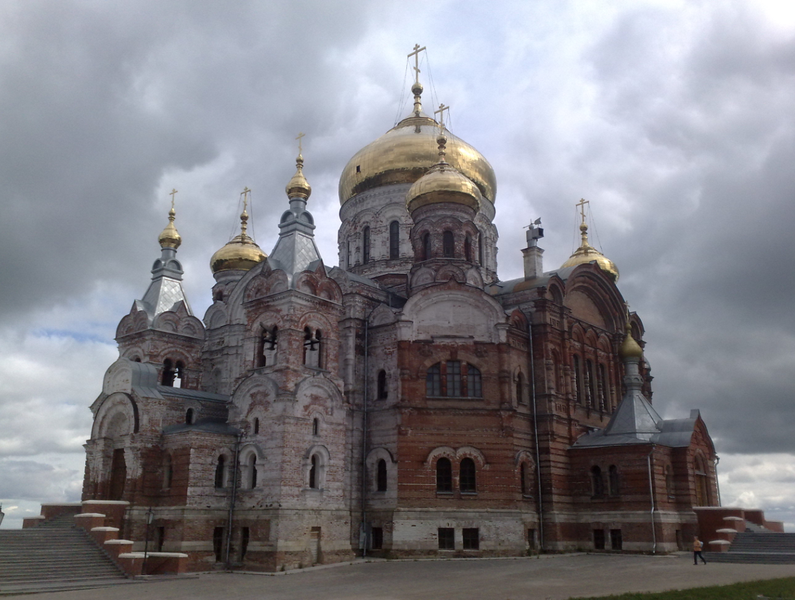
Współczesny widok soboru

24 grudnia 1990 obwodowy komitet wykonawczy w Permie przekazał dawny kompleks budynków monasterskich eparchii permskiej Rosyjskiego Kościoła Prawosławnego. 29 stycznia roku następnego Synod Biskupów Cerkwi Rosyjskiej przychylił się do prośby arcybiskupa permskiego i solikamskiego Atanazego w sprawie ponownego otwarcia klasztoru. Przełożonym odnowionej, liczącej 10 mnichów wspólnoty został 15 kwietnia 1991 ihumen Warłaam (Pieriediernin), zaś 26 maja w zapuszczonym soborze odprawiono pierwszą od 1919 Świętą Liturgię. W monasterze trwają prace remontowe. W 2002 we wspólnocie żyło 40 mnichów, z czego czterech ze święceniami kapłańskimi.

## Święci związani z monasterem
W 1998 grupa mnichów zamordowanych przez bolszewików została ogłoszona świętymi czczonymi lokalnie, zaś w 2000 zostali oni zaliczeni do Soboru Świętych Nowomęczenników i Wyznawców Rosyjskich. Za świętych uznano hieromnichów Sergiusza, Eliasza, Wiaczesława, Joazafa, Jana, Antoniego, hierodiakonów Micheasza, Wissariona, Mateusza, Eutyma, mnichów Aleksego, Barnabę, Dymitra, Sawę, Hermogena, Arkadiusza, Eutymiusza, Marcelego, posłuszników Aleksandra, Jana, Jakuba, Jakuba, Piotra, Piotra Piotra, Sergiusza oraz Teodora.